# Rauma Marine Constructions

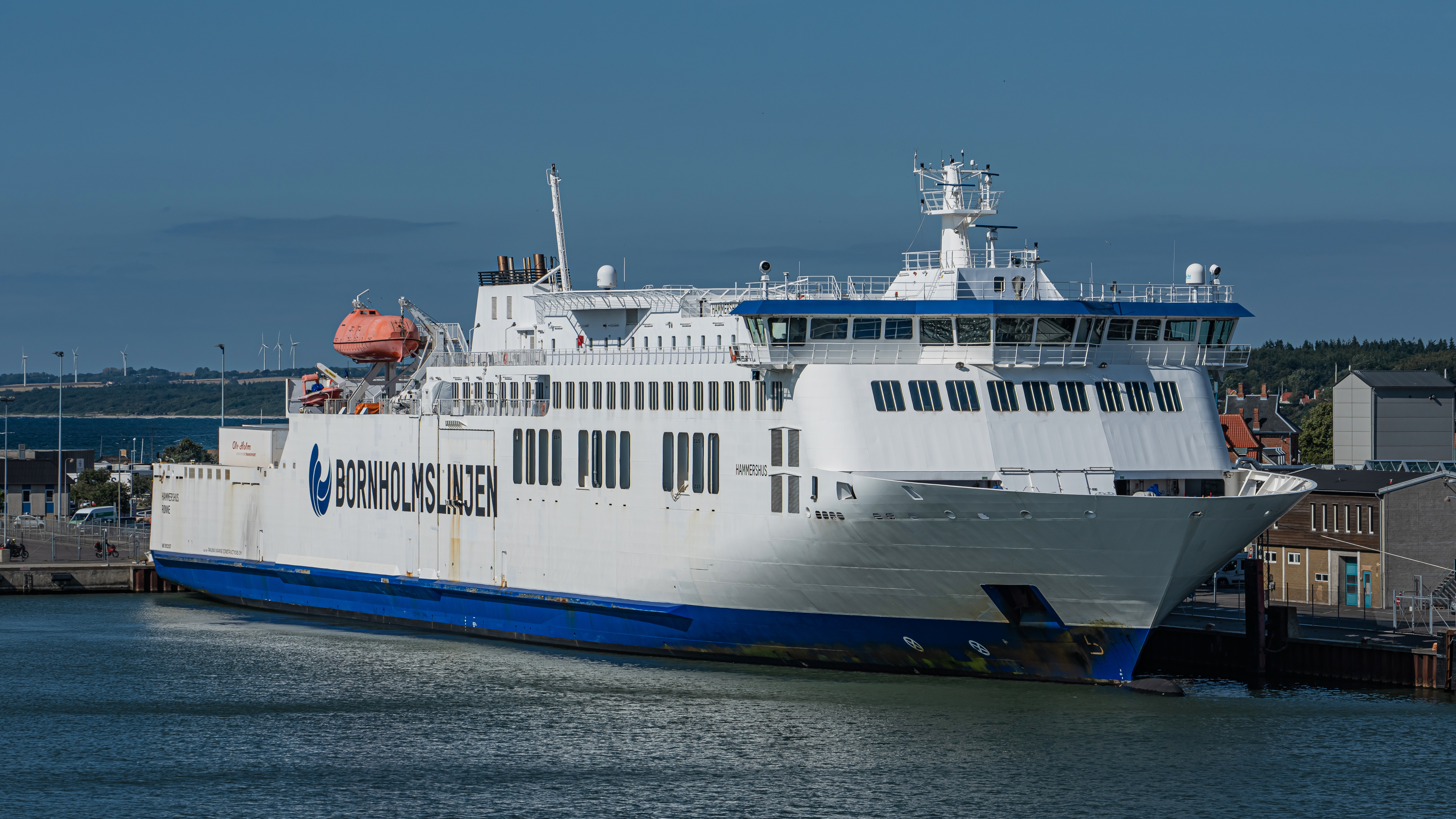
Hammershus in Rønne

Das Unternehmen Rauma Marine Constructions (RMC) ist eine Werft in Finnland.

## Geschichte der Werft
Schiffbau in Rauma begann im 16. Jahrhundert. 1991 entstand durch den Zusammenschluss zweier Werften die Finnyards, die vom norwegischen Konzern Aker gekauft und in Aker Finnyards umfirmiert. Im Juni 2006 erfolgte eine weitere Umfirmierung in Aker Yards Oy.
Bis 2014 gehörte die Werft schließlich zu STX Finland, einer Tochtergesellschaft von STX Europe, einer international tätigen Schiffbaugruppe, die 2008 die Mehrheit an Aker Yards übernommen hatte. Im Rahmen der Aufspaltung von STX Finland wurde die  Werft in Rauma 2014 geschlossen, als Nachfolgeunternehmen entstand das heutige Unternehmen Rauma Marine Constructions.

## Unternehmensgeschichte
Das Unternehmen Rauma Marine Constructions wurde im Sommer 2014 in Rauma (Finnland) gegründet. Rauma Marine Constructions ist spezialisiert auf den Bau von Eisbrechern, Auto- und Passagierfähren sowie Schiffen für die Marine. Auch die Reparatur und die Wartung von Schiffen wird von dieser Werft angeboten.
Die Passagierfähre Hammershus war der erste Neubau von Rauma Marine Constructions. Mit einer Länge von 158 Metern und einer Breite von 23,5 Metern hat sie eine Kapazität von 720 Passagieren und eine Nenngeschwindigkeit von 17,7 Knoten. Sie wurde 2018 an die dänische Reederei Molslinjen abgeliefert.
2020 erfolgte trotz der Coronavirus-Pandemie der weitgehend planmäßige Bau der Aurora Botnia, einer neuen Auto- und Passagierfähre für Wasaline, die Ende August 2021 abgeliefert wurde. Neben den eigenen Schiffbaukomponenten der finnischen Werft werden weitere komplexe Blöcke aus Danzig in Polen zugeliefert und in Rauma montiert. Das Bugtor, die Seitenpforten und das verstellbare Autodeck sind ebenfalls Fremdlieferungen. Der Bau der Kabinen erfolgt in Rauma.
Neben den rund 150 Mitarbeitern von RMC arbeiten weitere rund 400 Personen von Fremdfirmen an dem Neubauprojekt.